# Bandera de les Mariannes Septentrionals
La bandera de les illes Mariannes Septentrionals en el seu format actual va ser adoptada el primer de juliol de 1985.
Com en les banderes d'altres dependències i estats independents del Pacífic, com les Illes Marshall o Nauru, aquesta bandera mostra un estel i un fons de color blau. En aquest cas la bandera s'ha inspirat en la que va utilitzar el Territori en Fideïcomís de les Illes del Pacífic. A més, en aquesta bandera hi figura, darrere d'un estel blanc de cinc puntes, una pedra Latte, que és un símbol polinesi de fortalesa i que representa al poble chamorro.
La garlanda de flors, anomenada mwarmwar, que envolta els elements esmentats va ser afegida el 1981, com a símbol dels vincles amb la història i els costums ancestrals de la població d'aquestes illes. Les mesures per a la bandera són de: 24 polzades d'alt i 4,16 d'ample si l'indicador és del 78 per 401.
La garlanda està formada per l'ilang-ilang verd (Cananga odorata), el frangipani blanc (Plumeria alba), la flor de paó vermella (Caesalpinia pulcherrima) i l'alfàbrega rosa del Pacífic (Caesalpinia pulcherrima).

## Banderes històriques
Si ens remuntem en la història de les illes, la primera bandera utilitzada va ser la d'Espanya, quan l'arxipèlag va ser incorporat en les Índies Orientals Espanyoles. El 1898, les illes van ser venudes a Alemanya i es va convertir en part de la Nova Guinea alemanya.
Després de la Primera Guerra Mundial, les illes van ser administrades per Japó, quan la Societat de Nacions el 1919, va col·locar a la regió sota el mandat de les illes del Pacífic.
Després de la rendició, aquest arxipèlag horària del Japó es va col·locar entre 1947 i 1994 sota la tutela dels EUA. El territori també incloïa les Illes Marshall, Micronèsia i Palau. La bandera de les quals fou la de les Nacions Unides i va adoptar una bandera particular, l'agost de 1965, quan les sis estrelles van correspondre a cada territori.
De 1972 a 1976, la bandera va ser triada per representar l'arxipèlag. Es tractava simplement d'un estel blanc de cinc puntes davant d'una pedra Latte sobre un camp blau clar. Es va convertir en oficial el 1976 quan la Marianes del Nord va decidir associar-se amb els Estats Units d'Amèrica.
El 1981 es va incloure la garlanda de flors.

Bandera de les Nacions Unides, utilitzada de 1947 a 1965
Bandera del Territori en Fideïcomís de les Illes del Pacífic, utilitzada de 1965 a 1972
Bandera no oficial de 1972 a 1976, i oficial de 1976 a 1981
Bandera utilitzada de 1981 a 1989